# Repubblica Slovacca (1939-1945)
La (Prima) Repubblica slovacca (in slovacco [Prvá] Slovenská republika), altrimenti nota come Stato slovacco (Slovenský štát), era uno stato cliente parzialmente riconosciuto della Germania nazista che esistette tra il 14 marzo 1939 ed il 4 aprile 1945. La parte slovacca della Cecoslovacchia dichiarò l'indipendenza con il sostegno tedesco un giorno prima dell'occupazione tedesca di Boemia e Moravia. La Repubblica Slovacca controllava la maggior parte del territorio dell'attuale Slovacchia ma senza le sue attuali parti meridionali, che vennero cedute dalla Cecoslovacchia all'Ungheria nel 1938. Era la prima volta nella storia che la Slovacchia era uno stato formalmente indipendente.
Stato monopartitico governato dal Partito Popolare Slovacco di Hlinka di estrema destra, la Repubblica slovacca è principalmente nota per la sua collaborazione con la Germania nazista, che includeva l'invio di truppe all'invasione della Polonia nel settembre 1939 e all'invasione dell'Unione Sovietica nel 1941. 
Nel 1942, il paese deportò 58.000 ebrei (due terzi della popolazione ebraica slovacca) nella Polonia occupata dai tedeschi, pagando alla Germania 500 reichsmark ciascuno. Dopo un aumento dell'attività dei partigiani slovacchi antinazisti, la Germania invase la Slovacchia, innescando una grande rivolta. La Repubblica Slovacca venne abolita dopo l'occupazione sovietica nel 1945 e il suo territorio venne reintegrato nella ricreata Terza Repubblica Cecoslovacca.
L'attuale Repubblica slovacca non si considera uno stato successore della Repubblica slovacca in tempo di guerra, ma fa risalire la sua discendenza al governo in esilio cecoslovacco. Tuttavia, alcuni nazionalisti continuano a celebrare il 14 marzo come giorno dell'indipendenza.

## Nome
Il nome ufficiale del paese era Stato slovacco (in slovacco Slovenský štát) dal 14 marzo al 21 luglio 1939 (fino all'adozione della Costituzione), e Repubblica Slovacca (in slovacco Slovenská Republika) dal 21 luglio 1939 alla sua fine nell'aprile 1945. Il paese è spesso indicato storicamente come Prima Repubblica Slovacca (in slovacco prvá Slovenská Republika) per distinguerla dalla contemporanea (Seconda) Repubblica slovacca, la Slovacchia, che non è considerata il suo stato successore. Il nome "Stato slovacco" era usato colloquialmente, ma il termine "Prima Repubblica Slovacca" era usato anche nelle enciclopedie scritte durante il periodo comunista del dopoguerra.

## La creazione dello Stato

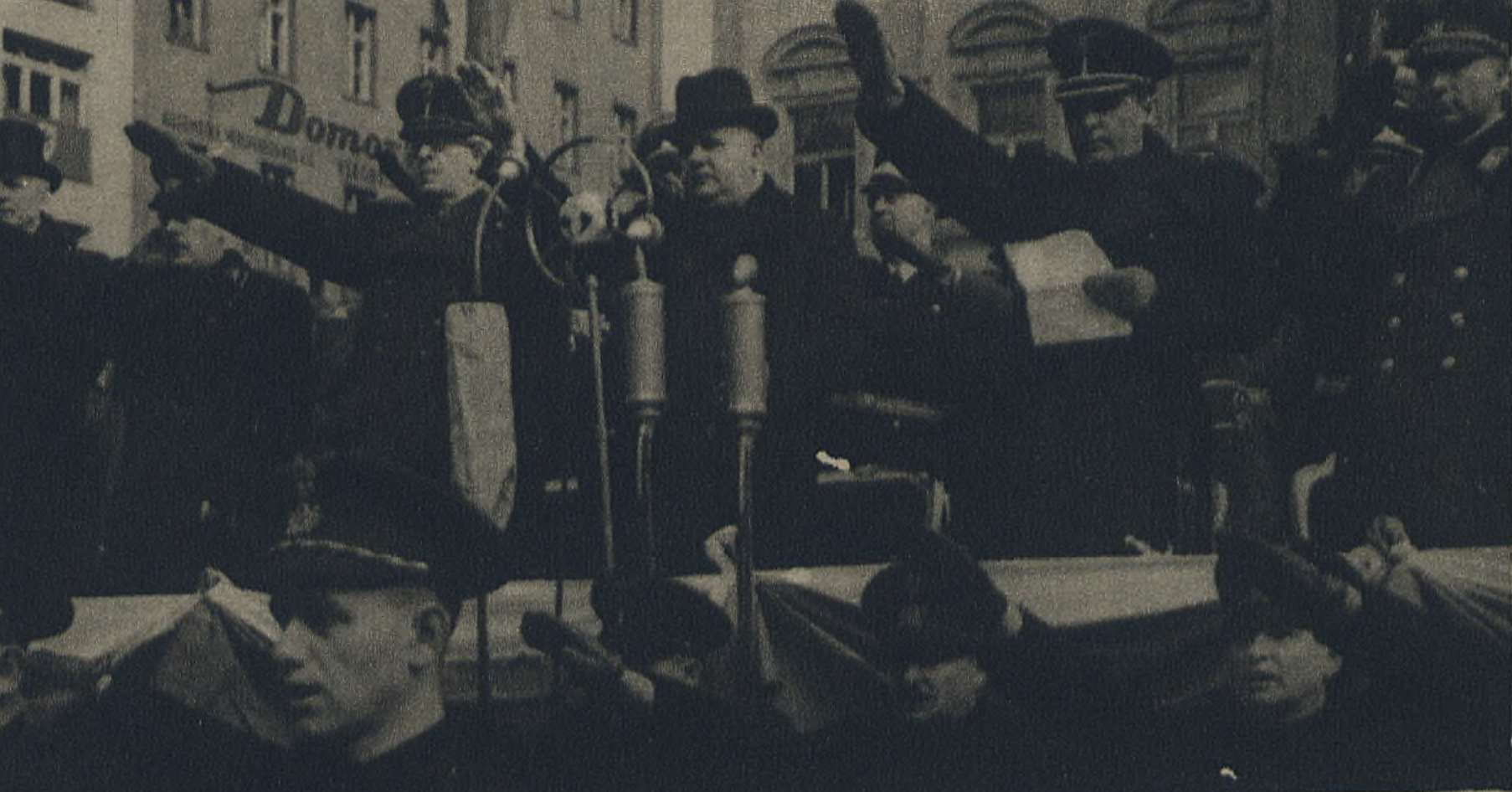
Jozef Tiso (al centro) in una cerimonia per il secondo anniversario del 14 marzo 1939

Dopo la Conferenza di Monaco (settembre 1938), la Slovacchia ottenne l'autonomia all'interno della Cechia-Slovacchia (come era stata ribattezzata l'ex Cecoslovacchia), ma perse i suoi territori meridionali a favore dell'Ungheria sotto il primo arbitrato di Vienna. Adolf Hitler, che stava preparando un'invasione delle terre ceche e la creazione di un protettorato di Boemia e Moravia, iniziò a pensare a diverse soluzioni per la sistemazione della Slovacchia. I funzionari tedeschi vennero inizialmente male informati dagli ungheresi che gli slovacchi volevano unirsi all'Ungheria. La Germania decise di rendere la Slovacchia uno stato fantoccio separato sotto l'influenza della Germania e una potenziale base strategica per gli attacchi tedeschi alla Polonia e ad altre regioni.
Effettivamente la creazione della Cecoslovacchia (voluta essenzialmente da nazionalisti cechi) aveva provocato molti malumori in Slovacchia fin dalla fondazione nel 1918 perché il nuovo governo non riconobbe (fino al 1938) l'esistenza di una nazionalità slovacca distinta da quella ceca. I difficili rapporti tra le nazionalità avevano provocato addirittura la richiesta di Presburgo (l'attuale Bratislava) nel 1918 di diventare città libera (come per esempio Danzica) e infatti la città per i primi otto mesi del 1919 restò divisa in due zone, con il governo cecoslovacco che controllava solo la parte a nord del Danubio. Per tutti gli anni 1919-1938 si erano ripetuti contrasti che avevano portato una gran parte della popolazione slovacca alla richiesta di una nazione indipendente slovacca e a vedere con interesse una possibile alleanza con la Germania in funzione "anticeca".
Il 13 marzo 1939 Hitler invitò monsignor Jozef Tiso (l'ex primo ministro slovacco che era stato deposto dalle truppe cecoslovacche alcuni giorni prima) a Berlino e lo convinse a proclamare l'indipendenza della Slovacchia. Hitler aggiunse che, se Tiso non avesse acconsentito, non avrebbe avuto alcun interesse per il destino della Slovacchia e lo avrebbe lasciato alle rivendicazioni territoriali di Ungheria e Polonia. Durante l'incontro, Joachim von Ribbentrop trasmise un rapporto in cui affermava che le truppe ungheresi si stavano avvicinando ai confini slovacchi. Tiso si rifiutò di prendere la decisione da solo e venne quindi autorizzato da Hitler a tenere una riunione con il Parlamento slovacco (Dieta della Terra Slovacca), per approvare l'indipendenza del Paese.
Il 14 marzo, il parlamento slovacco si riunì ed ascoltò il rapporto di Tiso sulla sua discussione con Hitler e su una possibile dichiarazione di indipendenza. Alcuni dei deputati erano scettici su una tale mossa, tra l'altro perché alcuni temevano che lo stato slovacco sarebbe stato troppo piccolo e con una forte minoranza ungherese. Il dibattito precipitò rapidamente quando Franz Karmasin, leader della minoranza tedesca in Slovacchia, affermò che qualsiasi ritardo nella dichiarazione di indipendenza avrebbe comportato la divisione della Slovacchia tra Ungheria e Germania. In queste circostanze, il Parlamento dichiarò all'unanimità l'indipendenza slovacca, creando così il primo stato slovacco della storia. Jozef Tiso venne nominato primo primo ministro della nuova repubblica. Il giorno successivo, Tiso inviò un telegramma (che in realtà era stato composto il giorno prima a Berlino) chiedendo al Reich di assumere la protezione del nuovo stato. La richiesta venne prontamente accettata.

## Le caratteristiche dello Stato
2,6 milioni di persone vivevano entro i confini dello Stato slovacco del 1939 e l'85% aveva dichiarato la nazionalità slovacca nel censimento del 1938. Le minoranze includevano tedeschi (4,8 percento), cechi (2,9 percento), russini (2,6 percento), ungheresi (2,1 percento), ebrei (1,1 percento) e rom (0,9 percento). Il 75% degli slovacchi era cattolico di rito latino e la maggior parte del resto apparteneva alle chiese luterana e greco-cattolica. Il 50% della popolazione era impiegata nell'agricoltura. Lo stato era diviso in sei contee (župy), 58 distretti (okresy) e 2659 comuni. La capitale Bratislava contava oltre 140.000 abitanti.

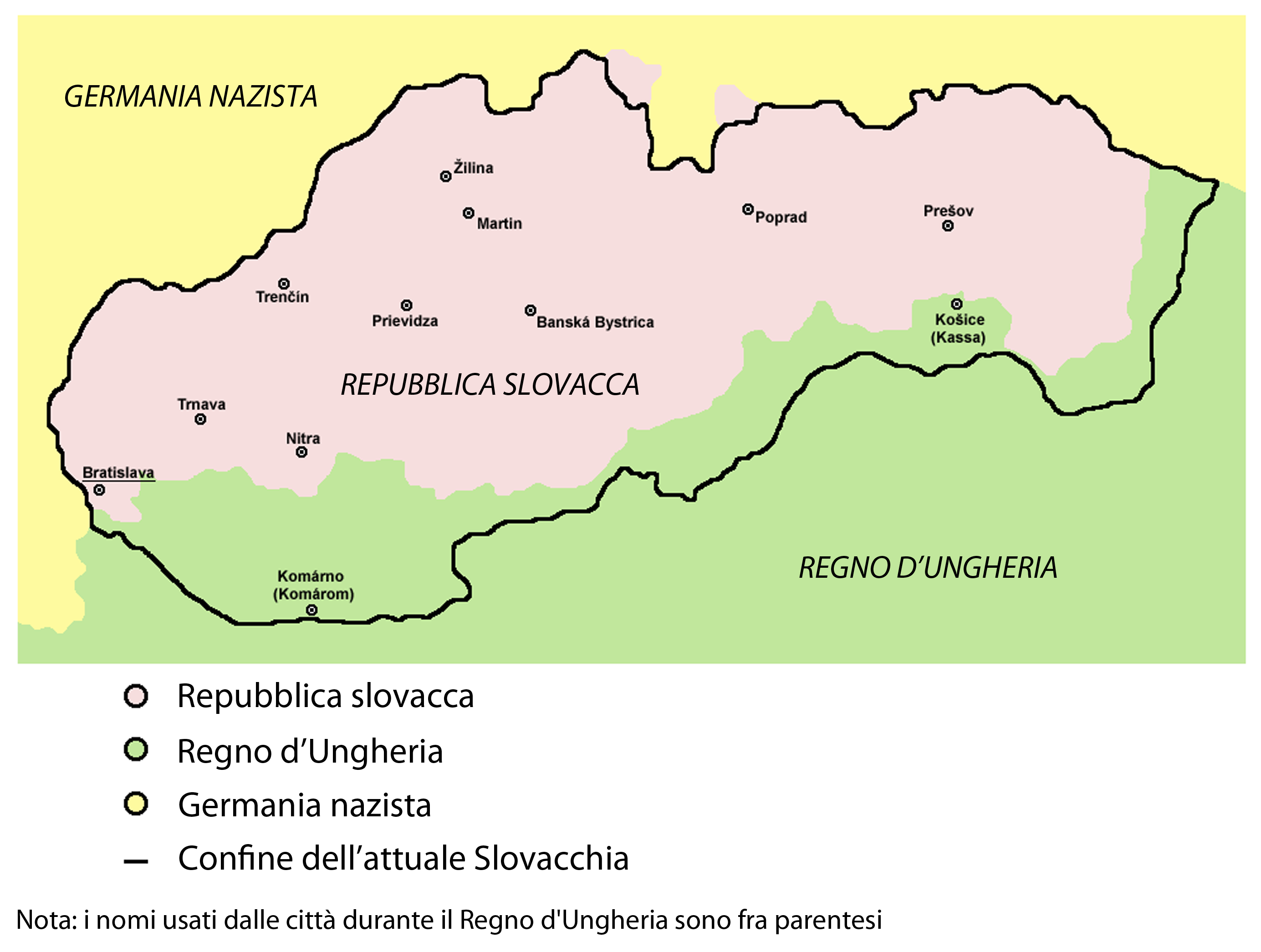
la Repubblica slovacca nel 1941

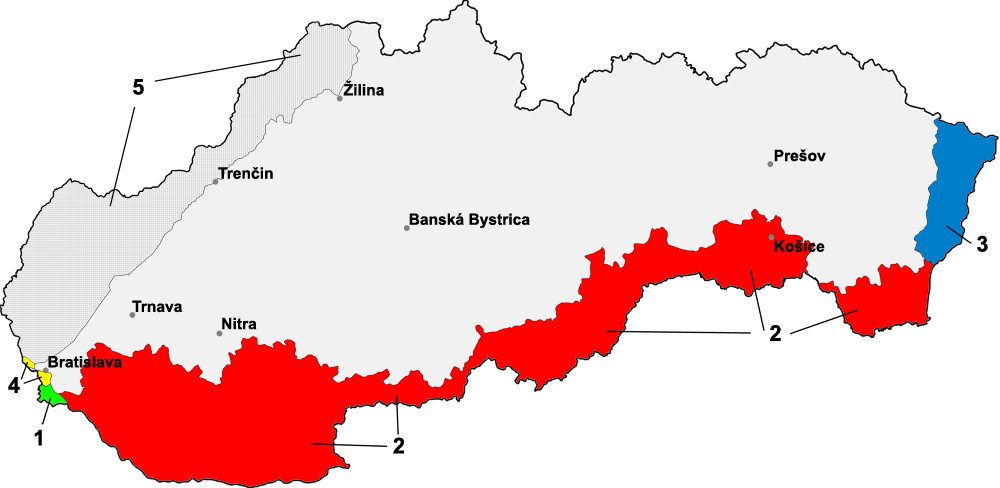
Modifiche territoriali in Slovacchia:1) Testa di ponte di Bratislava, parte dell'Ungheria fino al 15 ottobre 19472) Slovacchia meridionale, ceduta all'Ungheria il 2 novembre 1938 in seguito del Primo Arbitrato di Vienna.
3) Territorio orientale della Slovacchia attorno alle città di Stakčín e Sobrance, annesse dall'Ungheria il 4 aprile 1939.4) Devín e Petržalka (attualmente parte della città di Bratislava), annesse dalla Germania nazista nell'ottobre 1938.
5) "Zona di protezione" (Schutzzone) tedesca, occupata militarmente a seguito degli "trattato di protezione" con la Slovacchia.

Da un punto di vista istituzionale, il nuovo Stato mantenne inizialmente in vigore il sistema di leggi della Cecoslovacchia, che venne modificato solo gradualmente. Secondo la Costituzione, promulgata il 31 luglio 1939, il presidente (Jozef Tiso, nominato il 26 ottobre di quell'anno) era il capo dello Stato. L'Assemblea (Dieta), eletta per 5 anni, era il più alto organo legislativo (nonostante ciò, non si tennero mai elezioni) e il Consiglio di Stato svolgeva i compiti del Senato. Il governo, con 8 ministri, deteneva il potere esecutivo. Come stemma della Repubblica venne adottato il tradizionale emblema del nazionalismo slovacco, ovvero la doppia croce apostolica.
Sul piano più strettamente ideologico, la Repubblica Slovacca si configurò da subito come uno Stato cattolico autoritario caratterizzato da quello che la storiografia definisce un fascismo di tipo clericale, non disgiunto però, anche da parte della componente più moderata del regime, da una certa "simpatia" per l'impianto dottrinario del Terzo Reich nazista. Con Tiso in veste di Vodca (l'equivalente slovacco del titolo di Duce o Führer), gli unici partiti politici permessi erano il cattolico e nazionalista Partito Popolare Slovacco (HSLS-SSNJ) e due partiti più piccoli apertamente fascisti, questi sono il Partito Nazionale Ungherese che rappresentava la minoranza ungherese e il Partito Tedesco che rappresentava la minoranza tedesca.
La Costituzione stessa evidenziava inoltre il carattere cattolico della Repubblica, sottolineando l'appartenenza dello Stato (e del popolo) alla Provvidenza divina: «La nazione slovacca», recitava infatti il preambolo della carta costituzionale, «sotto la protezione di Dio onnipotente, da secoli si è mantenuta nel territorio che Egli le aveva assegnato e sul quale essa [...] ha istituito un suo Stato nazionale e libero». Il governo, inoltre, con l'evidente intento di rimarcare l'ispirazione cristiana dello Stato, stabilì che in tutte le scuole fossero presenti i crocifissi e rese obbligatorio l'insegnamento della religione cattolica, imponendo inoltre per gli appartenenti alle forze armate la frequenza alla messa domenicale.

### Divisioni amministrative
La Repubblica slovacca era divisa in 6 contee e 58 distretti a partire dal 1º gennaio 1940. I registri della popolazione esistenti risalgono allo stesso periodo:
- Contea di Bratislava (Bratislavská župa), 3.667 km2, con 455.728 abitanti e 6 distretti: Bratislava, Malacky, Modra, Senica, Skalica e Trnava.
- Contea di Nitra (Nitrianska župa), 3.546 km2, con 335.343 abitanti e 5 distretti: Hlohovec, Nitra, Prievidza, Topoľčany e Zlaté Moravce.
- Contea di Trenčín (Trenčianska župa), 5.592 km2, con 516.698 abitanti, e 12 distretti: Bánovce nad Bebravou, Čadca, Ilava, Kysucké Nové Mesto, Myjava, Nové Mesto nad Váhom, Piešťany, Považská Bystrica, Púchov, Trenčín, Veľká Bytča e Žilina.
- Contea dei Tatra (Tatranská župa), 9.222 km2, con 463.286 abitanti e 13 distretti: Dolný Kubín, Gelnica, Kežmarok, Levoča, Liptovský Svätý Mikuláš, Nome, Poprad, Ružomberok, Spišská Nová Ves, Spišská Stará Ves, Stará Ľubovňa, Trstená e Turčiansky Svätý Martin.
- Contea di Šariš-Zemplín (Šarišsko-zemplínska župa), 7.390 km2, con 440.372 abitanti e 10 distretti: Bardejov, Giraltovce, Humenné, Medzilaborce, Michalovce, Prešov, Sabinov, Stropkov, Trebišov e Vranov nad Topľou.
- Contea di Hron (Pohronská župa), 8.587 km2, con 443.626 abitanti e 12 distretti: Banská Bystrica, Banská Štiavnica, Brezno nad Hronom, Dobšiná, Hnúšťa, Kremnica, Krupina, Lovinobaňa, Modrý Kameň, Nová Baňa, Revúca e Zvolen.

## Riconoscimento diplomatico
Il nascente stato slovacco venne quasi subito riconosciuto dalla Germania, poche settimane dopo anche dall'Italia. Gran Bretagna e Francia si rifiutarono di farlo; nel marzo 1939 entrambe le potenze in note diplomatiche a Berlino protestarono per gli sviluppi nell'ex Cecoslovacchia come violazione dell'accordo di Monaco e s'impegnarono a non riconoscere i relativi cambiamenti territoriali. Simili note – anche se senza riferimento a Monaco – vennero inviate dall'URSS e dagli USA. Alcuni stati non dell'Asse, tuttavia (come Svizzera, Polonia o il Vaticano), riconobbero la Slovacchia nel marzo o nell'aprile 1939.
Le grandi potenze iniziarono presto a cambiare posizione. A maggio la diplomazia britannica chiese (ed ottenne) una nuova delibazione per il suo ex console a Bratislava, sancendo il riconoscimento de facto della Slovacchia. La Francia seguì l'esempio nel luglio 1939. Tuttavia, le legazioni cecoslovacche continuarono a operare a Londra e Parigi. Alcune organizzazioni internazionali come la Società delle Nazioni o l'Unione Internazionale del Lavoro consideravano ancora la Cecoslovacchia loro membro, ma alcune – come l'Unione postale universale – ammettevano la Slovacchia.
Dopo lo scoppio della seconda guerra mondiale i consolati britannico e francese in Slovacchia vennero chiusi e il territorio fu dichiarato sotto l'occupazione nemica (cioè tedesca). Tuttavia, nel settembre 1939 l'URSS riconobbe la Slovacchia, ammise un rappresentante slovacco e chiuse la legazione cecoslovacca fino a quel momento operativa a Mosca. Le relazioni diplomatiche ufficiali sovietico-slovacche vennero mantenute fino allo scoppio della guerra tedesco-sovietica nel 1941, quando l'URSS riconobbe il governo cecoslovacco in esilio (la Gran Bretagna lo riconobbe un anno prima).
Complessivamente, furono 27 gli Stati che riconobbero la Slovacchia de iure o de facto. Erano o alleati dell'Asse (come Romania, Finlandia, Ungheria) o gli stati semi-indipendenti dominati dall'Asse (come la Francia di Vichy, il Manciukuò) o dei paesi neutrali (come la Lituania, i Paesi Bassi, la Svezia), compresi alcuni fuori dall'Europa (come Ecuador, Costa Rica, Liberia). In alcuni casi le legazioni cecoslovacche vennero chiuse (ad esempio in Svizzera), ma alcuni paesi optarono per una posizione alquanto ambigua. Gli stati che mantennero la propria indipendenza cessarono di riconoscere la Slovacchia nelle ultime fasi della seconda guerra mondiale, anche se pochi (ad esempio la Spagna) permisero operazioni di rappresentanza semi-diplomatica fino alla fine degli anni '50.

## Le relazioni internazionali

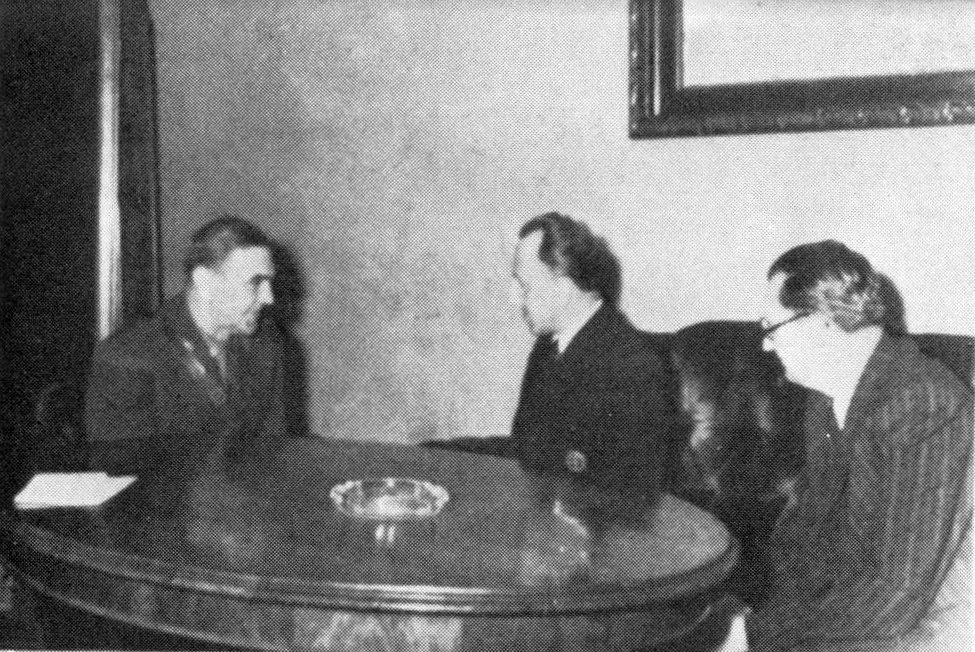
L'ambasciatore slovacco in Croazia, Karel Murgaš (al centro), con il Poglavnik croato Ante Pavelić e il ministro degli Esteri Mladen Lorković

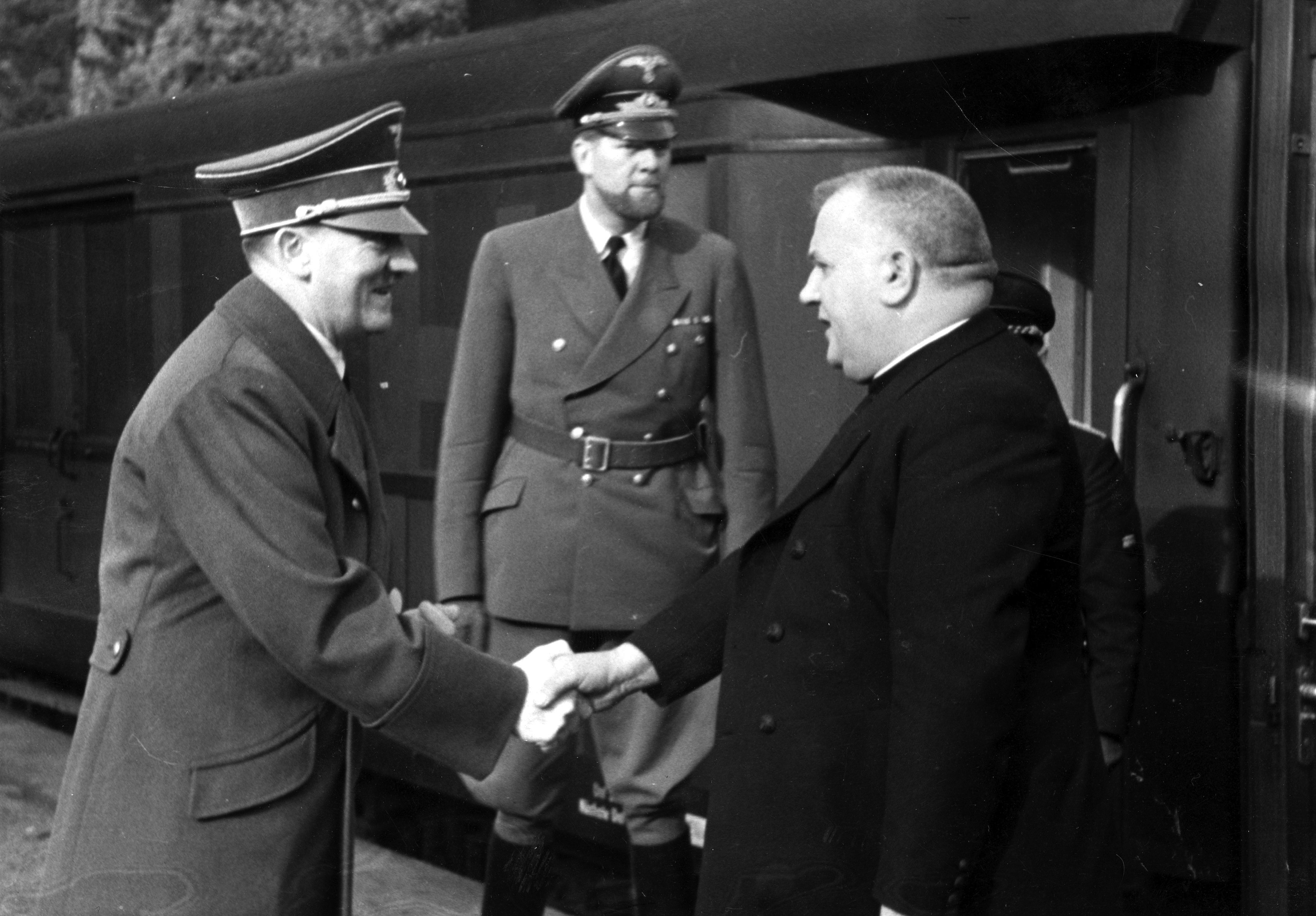
Il presidente slovacco Jozef Tiso a colloquio con Hitler a Berlino (ottobre 1941).

Fin dall'inizio, la Repubblica slovacca era sotto l'influenza della Germania. Il cosiddetto "trattato di protezione" ("Trattato sul rapporto di protezione tra la Germania e lo Stato slovacco"), firmato il 23 marzo 1939, subordinava parzialmente la sua politica estera, militare ed economica a quella della Germania. La Wehrmacht tedesca istituì la cosiddetta "zona di protezione" nella Slovacchia occidentale nell'agosto 1939. Nel luglio 1940, alla Conferenza di Salisburgo, i tedeschi costrinsero un rimpasto del governo slovacco minacciando di ritirare le loro garanzie di protezione.
Il trattato di commercio e navigazione slovacco-sovietico venne firmato a Mosca il 6 dicembre 1940.
Il problema di politica estera più difficile dello stato riguardava le relazioni con l'Ungheria, che aveva annesso un terzo del territorio della Slovacchia con il primo arbitrato di Vienna del 2 novembre 1938. La Slovacchia cercò di ottenere una revisione dell'arbitrato di Vienna, ma la Germania non lo permise; la breve guerra slovacco-ungherese del 23-26 marzo 1939 portò a nuove cessioni di territorio dalla Slovacchia a favore dell'Ungheria.
In seguito alla partecipazione slovacca all'invasione della Polonia nel settembre 1939, aggiustamenti dei confini aumentarono l'estensione geografica della Repubblica slovacca nelle aree di Orava e Spiš, assorbendo il territorio precedentemente controllato dalla Polonia.
La proclamazione dell'amicizia croato-rumeno-slovacca venne creata nel 1942 con l'obiettivo di fermare l'ulteriore espansione ungherese. Può essere paragonata alla Piccola Intesa.

## Le due componenti del regime: "moderati" ed "estremisti"
Sin dalla sua costituzione nel 1939, la storia della Repubblica e del suo regime clerico-fascista fu caratterizzata da un'accesa dialettica interna tra una componente "moderata" e una "estremista", relativa sia a quella che avrebbe dovuto essere l'impronta ideologica dello Stato indipendente slovacco sia alla natura dei rapporti tra la Slovacchia e il Reich tedesco, in particolare per quanto riguardava la politica verso gli ebrei. La componente moderata, che faceva capo al presidente e leader del partito di governo Tiso e che godeva dell'appoggio della maggior parte del clero e dell'opinione pubblica, voleva proseguire nella creazione di uno Stato autoritario di chiara ispirazione cattolica e nazional-conservatrice, per quanto politicamente allineato alla Germania hitleriana. L'altra componente invece, quella estremista (che aveva tra i suoi maggiori rappresentanti il primo ministro Vojtech Tuka e l'antisemita Alexander Mach, ministro della Propaganda), si ispirava al modello tedesco, era più radicalmente ostile agli ebrei e voleva la creazione di uno Stato dichiaratamente e compiutamente totalitario, propugnando una sorta di "via slovacca" al nazionalsocialismo.
Una prova di forza tra le due anime del regime avvenne già nel maggio del 1940, quando Tiso costrinse Mach a dimettersi dal Ministero della Propaganda. I tedeschi però, diffidando del "nuovo corso" del presidente slovacco, imposero esponenti dell'ala "nazionalsocialista" in alcuni posti chiave della pubblica amministrazione (Mach, per esempio, ottenne il Ministero degli Interni, una carica che gli affidava automaticamente il controllo della Guardia di Hlinka, l'organizzazione paramilitare del regime), premendo inoltre per aggiustamenti istituzionali che avvicinassero maggiormente la Repubblica al modello del Terzo Reich germanico. Gli estremisti, all'inizio del 1941, tentarono addirittura di impadronirsi di tutto il potere organizzando un colpo di Stato, ma l'opposizione del Ministero della Difesa fece fallire il putsch e il gruppo di Tuka e Mach dovette rassegnarsi, da quel momento in avanti, a coabitare con la componente moderata.

## La Repubblica slovacca e la persecuzione degli ebrei

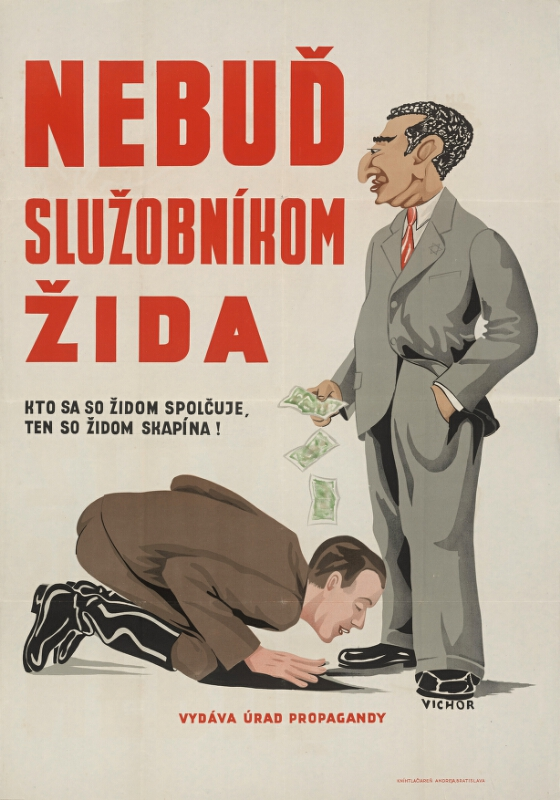
Un manifesto di propaganda slovacco esortava i lettori a non "essere un servitore all'ebreo".

Il 18 aprile 1939, un mese dopo l'indipendenza, la Repubblica approvò, in nome della lotta contro lo Židobolševismus (il "bolscevismo giudaico"), una serie di misure restrittive contro i 90 000 ebrei residenti nel Paese, da cui (essendo la definizione che la legge dava degli ebrei religiosa e non razziale) erano però esclusi coloro che si erano convertiti al cristianesimo. Mentre i miliziani della Guardia di Hlinka iniziavano ad attaccare gli israeliti, nel settembre del 1941 fu approvato un ben più duro «Codice ebraico», il quale dava ora dell'ebraismo una definizione di carattere razziale e biologico sul modello nazista e, per tale ragione, incontrò subito la disapprovazione della Santa Sede. Ispirandosi alla normativa razziale del Reich nazista, la nuova legge imponeva agli ebrei slovacchi di età superiore ai sei anni di indossare una stella gialla sugli abiti, vietava loro di intraprendere diverse attività, proibiva i matrimoni tra ebrei e non ebrei ed escludeva i giovani ebrei, anche se battezzati, dall'istruzione di ogni ordine e grado. Agli ebrei venne imposto inoltre di registrare tutti i beni immobili, che furono in seguito confiscati. Nell'ottobre del 1941, inoltre, 10 000 dei 15 000 ebrei di Bratislava furono espulsi dalla capitale e trasferiti in provincia in appositi campi di lavoro.
La Slovacchia fu uno degli Stati satellite della Germania che acconsentì alla deportazione degli ebrei residenti nel proprio territorio, conformemente al piano nazista della soluzione finale. In origine, il governo slovacco cercò di fare un accordo con la Germania nell'ottobre 1941 per deportare i suoi ebrei in sostituzione della fornitura di lavoratori slovacchi per aiutare lo sforzo bellico. Dopo la Conferenza di Wannsee, i tedeschi accettarono la proposta slovacca e venne raggiunto un accordo in cui la Repubblica Slovacca avrebbe pagato per ogni ebreo deportato e, in cambio, la Germania promise che gli ebrei non sarebbero mai tornati nella repubblica. I termini iniziali erano di "20.000 ebrei giovani e forti", ma il governo slovacco accettò rapidamente una proposta tedesca di deportare l'intera popolazione per "l'evacuazione nei territori dell'est", che significava Auschwitz-Birkenau.
I rastrellamenti e le deportazioni degli ebrei dalla Slovacchia, operati principalmente con la collaborazione dei miliziani della Guardia di Hlinka ("roccaforte" della componente estremista e più marcatamente filonazista del regime), iniziarono nel marzo 1942 e riguardarono circa 30 000 israeliti. Nel maggio del 1942, una nuova legge, approvata su pressione delle autorità ecclesiastiche, escluse dalla deportazione alcune categorie, tra cui coloro che si erano convertiti al cattolicesimo prima del marzo del 1939 (anno d'istituzione dello Stato indipendente slovacco). Nel dicembre del 1943, le autorità del Reich e il regime di Tiso stipularono un nuovo accordo in virtù del quale gli ebrei rimasti a quella data in Slovacchia (circa 16 000) sarebbero stati radunati in campi di concentramento entro l'inizio di aprile del 1944.
La situazione precipitò nell'agosto dello stesso anno, quando i tedeschi assunsero il completo controllo del territorio slovacco a causa della preoccupazione che l'esercito sovietico avesse raggiunto il confine slovacco ed iniziò l'insurrezione nazionale slovacca: vennero catturati tra i 13 000 e i 14 000 ebrei e 8 000 di essi vennero deportati ad Auschwitz (dei rimanenti, alcuni vennero trasferiti in lager siti in Germania e in Boemia, altri vennero uccisi sul posto). In totale, le autorità tedesche e slovacche deportarono circa 70 000 ebrei dal Paese, 65 000 dei quali non fecero più ritorno in patria.

## I piani delle SS
Sebbene la politica ufficiale del regime nazista fosse a favore di uno stato slovacco indipendente dipendente dalla Germania e contrario a qualsiasi annessione del territorio slovacco, le SS di Heinrich Himmler considerarono ambiziose opzioni di politica demografica riguardanti la minoranza tedesca della Slovacchia, che contava circa 130.000 persone. Nel 1940, Günther Pancke, capo del RuSHA ("Ufficio Centrale per la Razza e le Colonie") intraprese un viaggio di studio nelle terre slovacche dove erano presenti i tedeschi e riferì a Himmler che i tedeschi slovacchi correvano il rischio di scomparire. Pancke raccomandava d'intraprendere azioni per fondere la parte razzialmente preziosa degli slovacchi nella minoranza tedesca e rimuovere le popolazioni rom ed ebraiche. Egli affermò che ciò sarebbe stato possibile "escludendo" la minoranza ungherese del paese e stabilendo circa 100.000 famiglie tedesche in Slovacchia. Il nucleo razziale di questa politica di germanizzazione doveva essere acquisito dalla Guardia di Hlinka, che doveva essere ulteriormente integrata nelle SS nell'immediato futuro.

## I rapporti con la Santa Sede
La Repubblica clerico-fascista mantenne con la Santa Sede di papa Pio XII (che aveva riconosciuto lo Stato indipendente slovacco) rapporti piuttosto ambigui, anche in virtù del fatto che il presidente dello Stato, Jozef Tiso, era al tempo stesso un sacerdote cattolico e il leader politico di un Paese che nasceva all'ombra del Terzo Reich nazista. Se L'Osservatore Romano, in occasione del primo anniversario dell'indipendenza slovacca, elogiava il carattere cristiano «del regime», è anche vero che la Santa Sede non vide mai di buon occhio, negli anni della seconda guerra mondiale, il sempre più marcato allineamento ideologico della Repubblica alla Germania hitleriana, sia per quanto riguardava la tendenza del governo di Tiso a trasformare il suo originario antigiudaismo su basi religiose in un antisemitismo fondato su criteri biologico-razziali sia, in particolare, quanto alla scelta delle autorità di governo e di partito slovacche di collaborare attivamente con il Reich nel rastrellamento e nella deportazione degli ebrei residenti sul territorio dello Stato. Così, come ha osservato sul Corriere della Sera lo storico, scrittore e giornalista Sergio Romano, «Il Vaticano dovette considerare con una certa preoccupazione questo eccessivo coinvolgimento del clero nella vita politica di un Paese affiliato alla Germania nazista e rifiutò di firmare il Concordato che Tiso, per rafforzare il regime, proponeva alla Santa Sede. Ma i tempi erano quelli che erano e Pio XII non ebbe altra scelta che quella di lasciare alla storia il compito di sbrogliare l'intricata matassa slovacca». Infatti la situazione della Chiesa cattolica in Slovacchia rimase quella precedente al 1918 con la capitale Bratislava che continuò a dipendere "provvisoriamente" (in realtà dal 1922) dall'amministrazione apostolica di Trnava (eretta sulla parte slovacca dell'arcidiocesi di Esztergom), ignorando la richiesta di creare un'arcidiocesi e una provincia ecclesiastica slovacca.

## Contributo militare

Coccarda della Slovenské vzdušné zbrane, l'aeronautica militare slovacca durante la seconda guerra mondiale.

### La guerra con l'Ungheria
Il 23 marzo 1939, l'Ungheria, avendo già occupato l'Ucraina carpatica, attaccò da lì, e la neonata Repubblica Slovacca venne costretta a cedere 1,697 chilometri quadri (0,655 mi²) di territorio con circa 70.000 persone all'Ungheria prima dell'inizio della seconda guerra mondiale.

### Le forze slovacche durante la campagna di Polonia

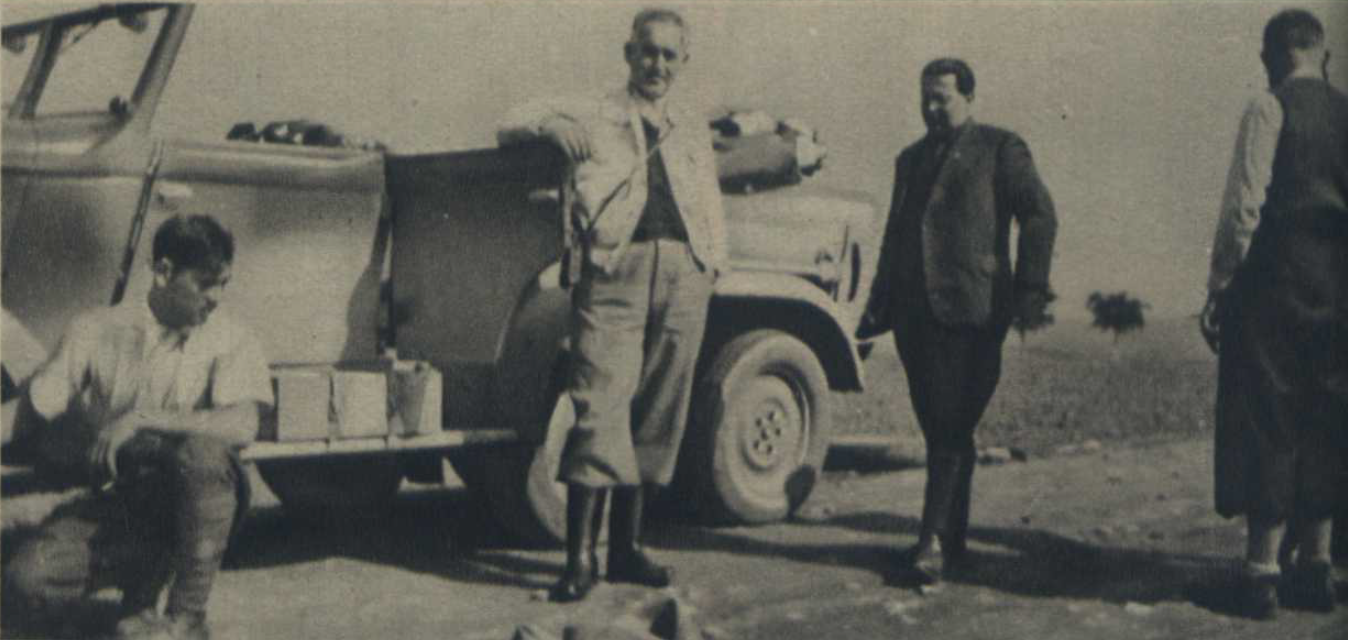
Soldati slovacchi in Polonia

La Slovacchia fu l'unica nazione dell'Asse oltre alla Germania a prendere parte all'Invasione della Polonia. Con l'imminente invasione tedesca della Polonia pianificata per il settembre 1939, l'Oberkommando der Wehrmacht (OKW) richiese l'assistenza della Slovacchia. Sebbene l'esercito slovacco avesse solo sei mesi, formò un piccolo gruppo di combattimento mobile composto da un certo numero di battaglioni di fanteria e d'artiglieria. Per la campagna in Polonia vennero creati due gruppi di combattimento da utilizzare a fianco dei tedeschi. Il primo gruppo era una formazione delle dimensioni di una brigata composta da sei battaglioni di fanteria, due battaglioni di artiglieria e una compagnia di genieri da combattimento, tutti comandati da Antonín Pulanich. Il secondo gruppo era una formazione mobile composta da due battaglioni di cavalleria combinata e truppe di ricognizione motociclistica insieme a nove batterie di artiglieria motorizzata, tutte comandate da Gustav Malár. I due gruppi fecero rapporto al quartier generale della 1ª e della 3ª Divisione fanteria slovacca. I due gruppi combattenti combatterono spingendosi attraverso il Nowy Sącz e il passo montano di Dukla, avanzando verso Dębica e Tarnów nella regione della Polonia meridionale.

### Le forze slovacche durante l'operazione Barbarossa

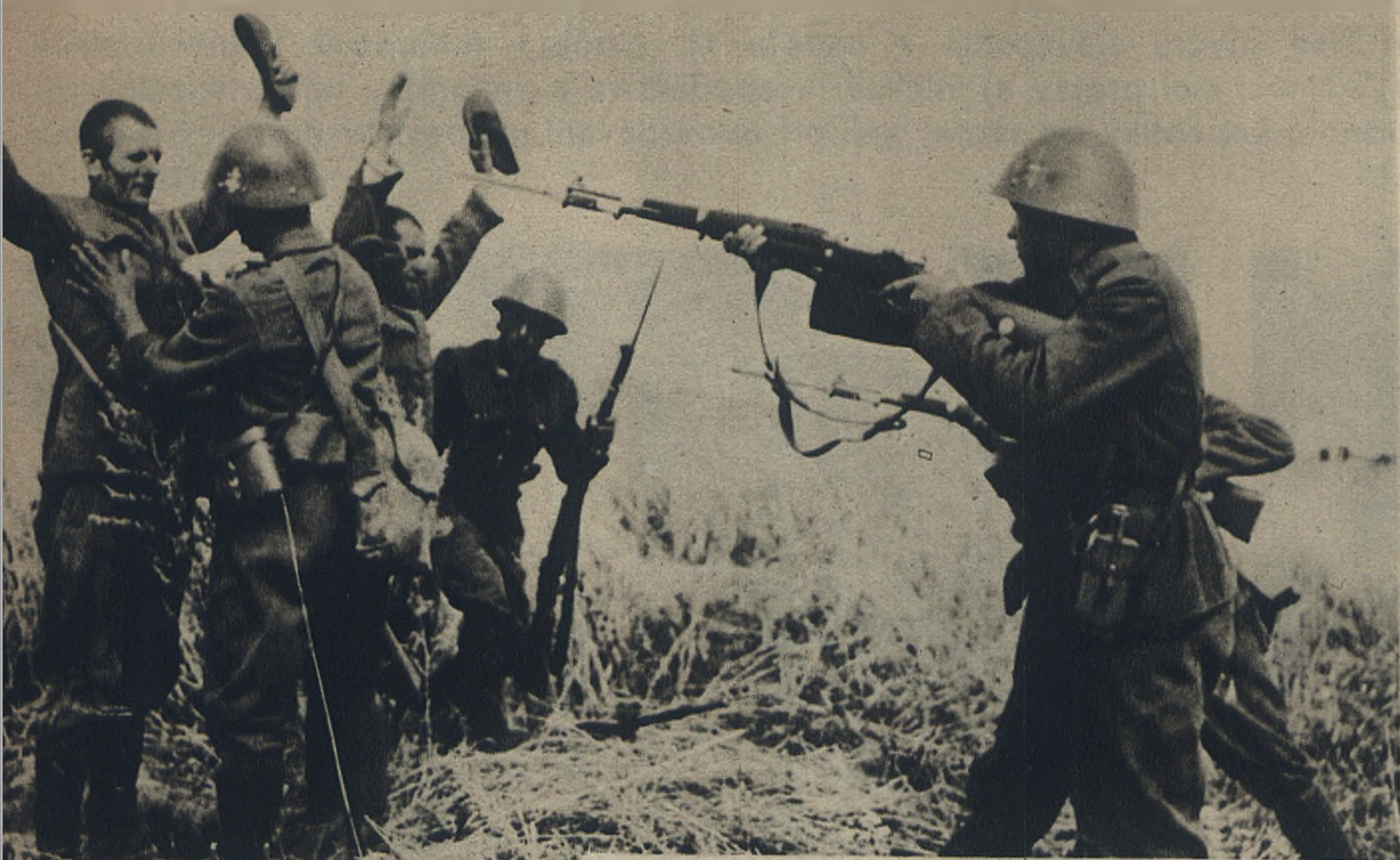
Soldati slovacchi costringono soldati dell'Armata Rossa alla resa

L'esercito slovacco partecipò alla guerra sul fronte orientale contro l'Unione Sovietica. Il Gruppo dell'armata di spedizione slovacca di circa 45.000 uomini entrò in Unione Sovietica poco dopo l'attacco tedesco. Quest'armata mancava di supporto logistico e di trasporto, quindi un'unità molto più piccola, il Comando mobile slovacco (Brigata Pilfousek), era formata da unità selezionate da questa forza; il resto dell'armata slovacca venne relegato al servizio di sicurezza nelle retrovie. Il comando mobile slovacco venne assegnato alla 17ª Armata tedesca (così come lo era anche il Gruppo dei Carpazi ungherese) e poco dopo ceduta al comando diretto tedesco, gli slovacchi non avevano l'infrastruttura di comando per esercitare un controllo operativo efficace. Questa unità combatté con la 17ª Armata fino al luglio 1941, inclusa la battaglia di Uman'.
All'inizio di agosto 1941, il comando mobile slovacco venne sciolto e vennero formate invece due divisioni di fanteria dal gruppo dell'armata di spedizione slovacca. La 2ª Divisione slovacca era una divisione di sicurezza, ma la 1ª Divisione slovacca era un'unità di prima linea che combatté nelle campagne del 1941 e del 1942, raggiungendo l'area del Caucaso con il Gruppo d'armate B. La 1ª Divisione slovacca condivise poi il destino delle forze meridionali tedesche, perdendo il loro equipaggiamento pesante nella testa di ponte di Kuban, per poi essere gravemente mutilata vicino a Melitopol' nell'Ucraina meridionale. Nel giugno 1944, il resto della divisione, non più ritenuto idonea al combattimento a causa del morale basso, venne disarmato e il personale assegnato ai lavori di costruzione, sorte che era già toccata in precedenza alla 2ª Divisione slovacca per lo stesso motivo.

### L'insurrezione nazionale slovacca

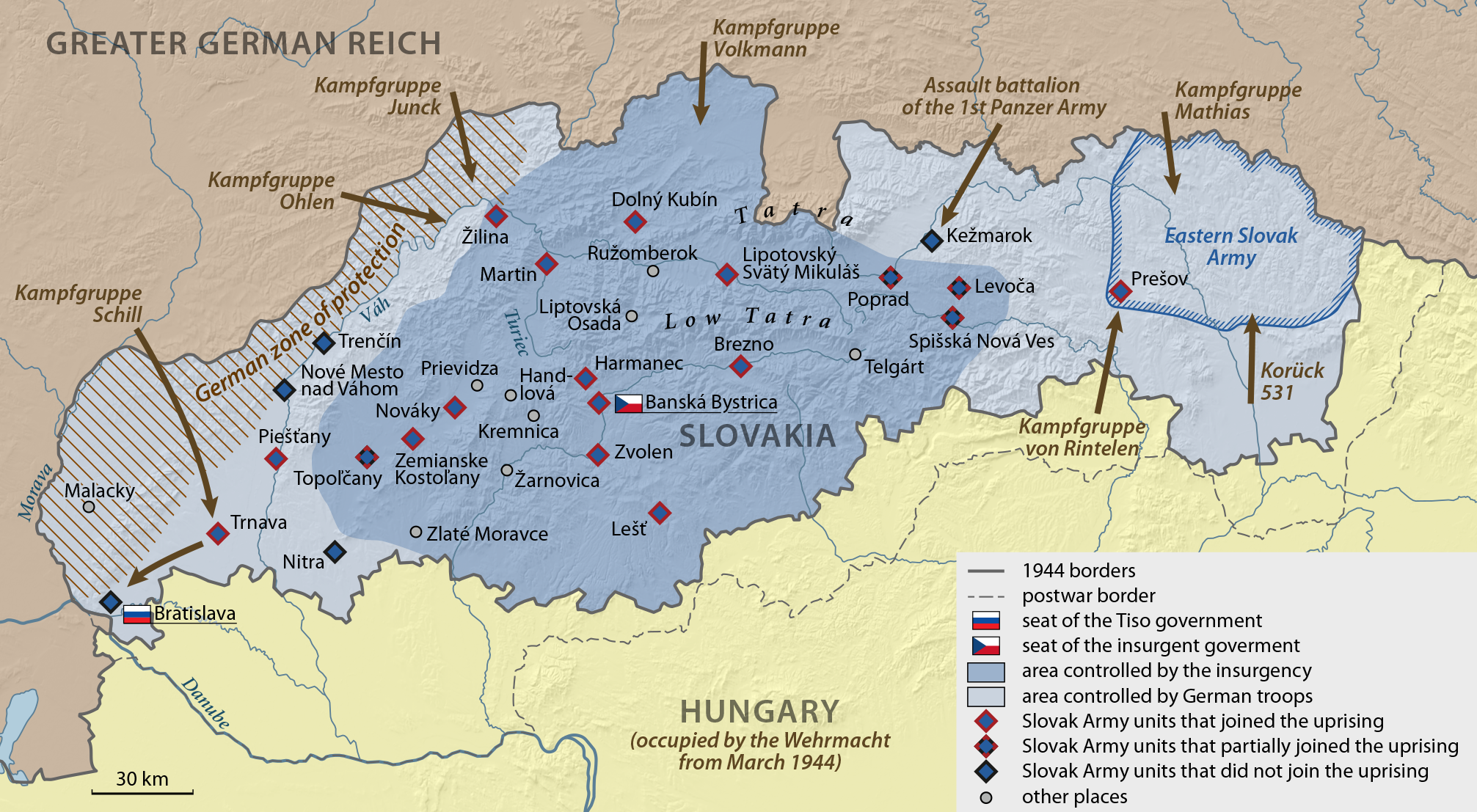
Situatione nei primi giorni dell'insurrezione nazionale slovacca

Nell'insurrezione nazionale slovacca del 1944, molte unità slovacche si schierarono con la resistenza slovacca e si ribellarono contro il governo collaborazionista di Tiso, mentre altre aiutarono le forze tedesche a reprimere la rivolta.

## La fine

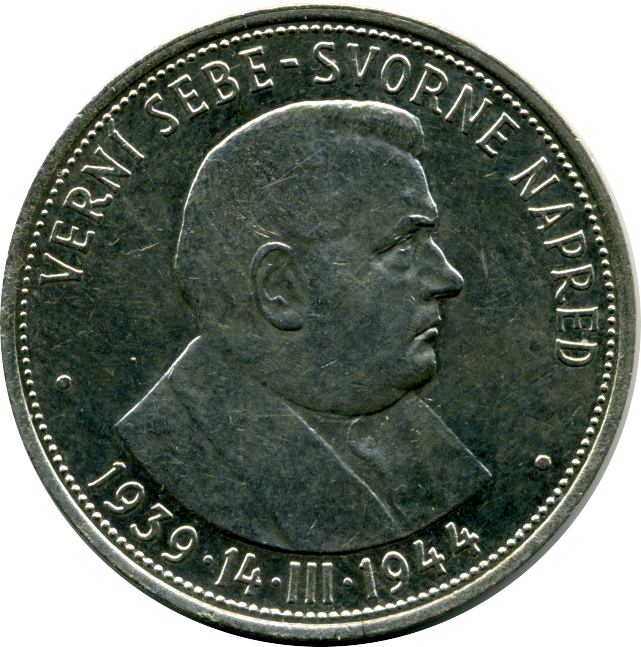
Moneta d'argento da 50 korune slovacche in occasione del quinto anniversario della Repubblica Slovacca (1939–1944) con un'effigie del presidente slovacco Jozef Tiso

Dopo l'insurrezione nazionale slovacca antinazista dell'agosto 1944, i tedeschi occuparono il paese (dall'ottobre 1944), che perse così gran parte della sua indipendenza. Le truppe tedesche vennero progressivamente respinte dall'Armata Rossa, dalle truppe rumene e cecoslovacche provenienti dall'est. I territori liberati tornarono ad essere de facto parte della Cecoslovacchia.
La Prima Repubblica Slovacca cessò di esistere de facto il 4 aprile 1945 quando l'Armata Rossa conquistò Bratislava e occupò tutta la Slovacchia. Cessò di esistere de iure quando il governo slovacco in esilio capitolò al generale Walton Walker alla guida del XX Corpo d'armata della 3ª Armata USA  l'8 maggio 1945 nella città austriaca di Kremsmünster. Nell'estate del 1945, l'ex presidente catturato e i membri dell'ex governo vennero consegnati alle autorità cecoslovacche.
Diversi eminenti politici slovacchi fuggirono in paesi neutrali. Dopo la sua prigionia, il presidente deposto Jozef Tiso autorizzò l'ex ministro degli Esteri Ferdinand Ďurčanský come suo successore. Ďurčanský, il segretario personale di Tiso Karol Murín e il cugino Fraňo Tiso vennero nominati dall'ex presidente Tiso come rappresentanti della nazione slovacca, tuttavia, non riuscirono a creare un governo in esilio poiché nessun paese li riconobbe. Negli anni '50 con i seguaci nazionalisti slovacchi, essi fondarono il Comitato d'azione slovacco (in seguito Comitato di liberazione slovacco) che sosteneva senza successo il ripristino dello Stato slovacco indipendente e la ripresa della guerra contro l'Unione Sovietica. Dopo la dissoluzione della Cecoslovacchia e la creazione della Repubblica slovacca, il Comitato di liberazione slovacco dichiarò obsoleta l'autorizzazione di Tiso.

## Eredità
Alcuni nazionalisti slovacchi, come il Partito Popolare Slovacchia Nostra di Marian Kotleba, celebrano il 14 marzo come anniversario dell'indipendenza slovacca, sebbene il 1º gennaio (la data della Rivoluzione di velluto) sia il giorno ufficiale dell'indipendenza.